# 恩佐·法拉利博物馆
恩佐·法拉利博物馆（Museo Casa Enzo Ferrari）是一座汽车博物馆，位于意大利摩德纳，于2012年3月10日开幕，关注法拉利跑车品牌的创始人恩佐·法拉利的生活和工作。博物馆包括两座独立的建筑，旧房子和工作室属于恩佐·法拉利的父亲，黄色的新建筑由建筑师简·卡布里奇设计，形状像一顶帽子，内部结构呈波浪状，面积6,000平方米，2014年2月，博物馆进行了空间重组和更新升级。永久展览展示一些最值得注意的法拉利汽车，包括罕见的20世纪50年代的汽车，一级方程式赛车和最新的跑车。

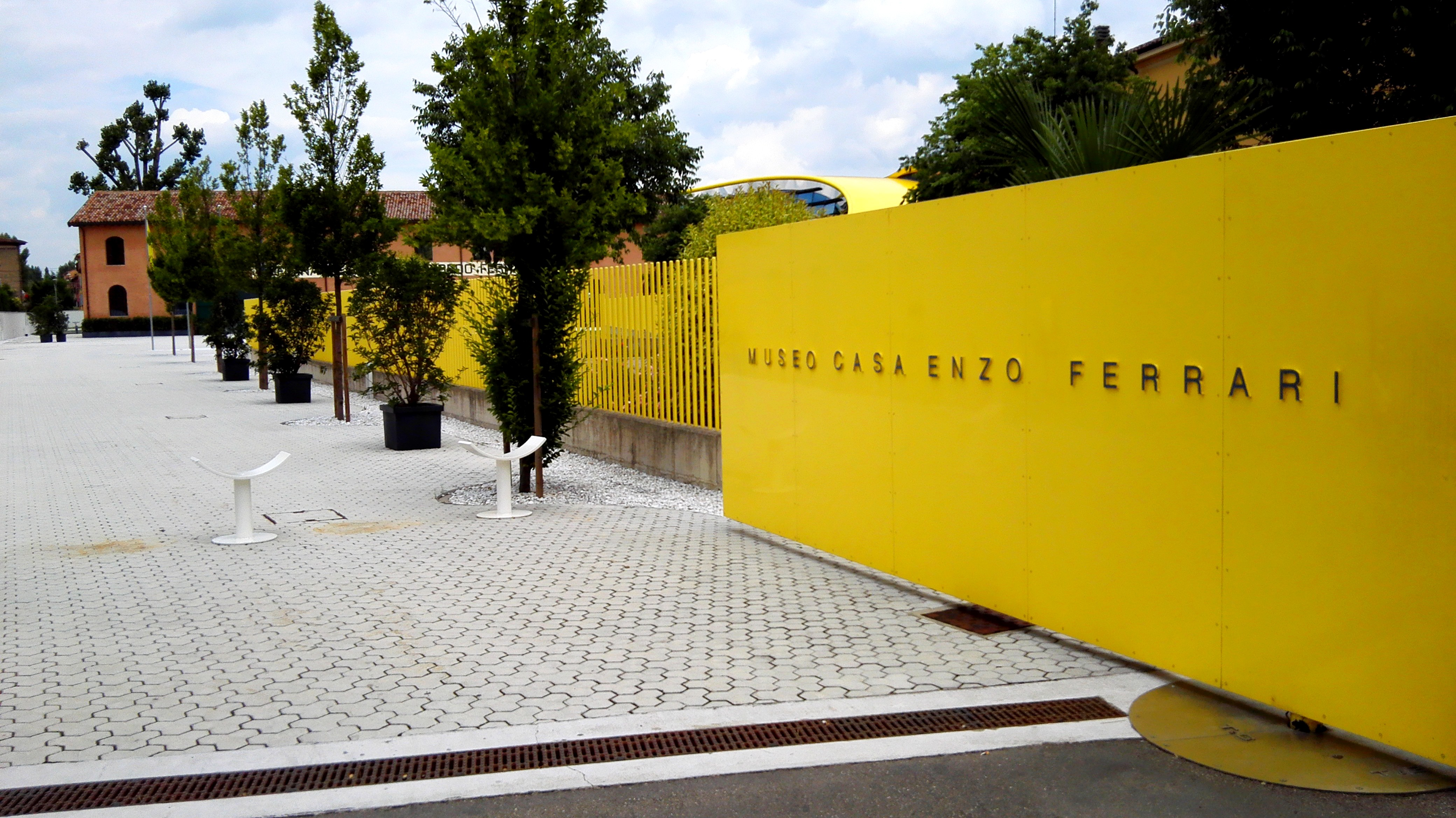
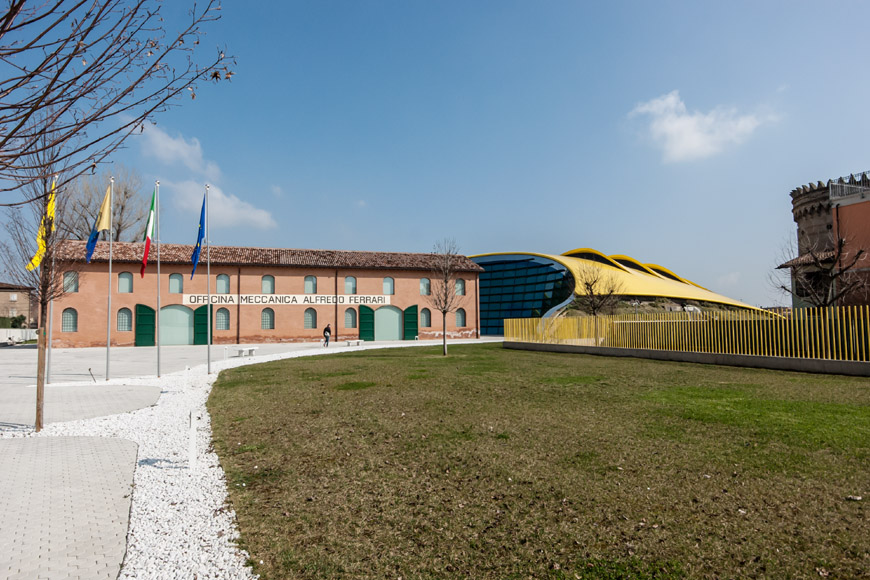
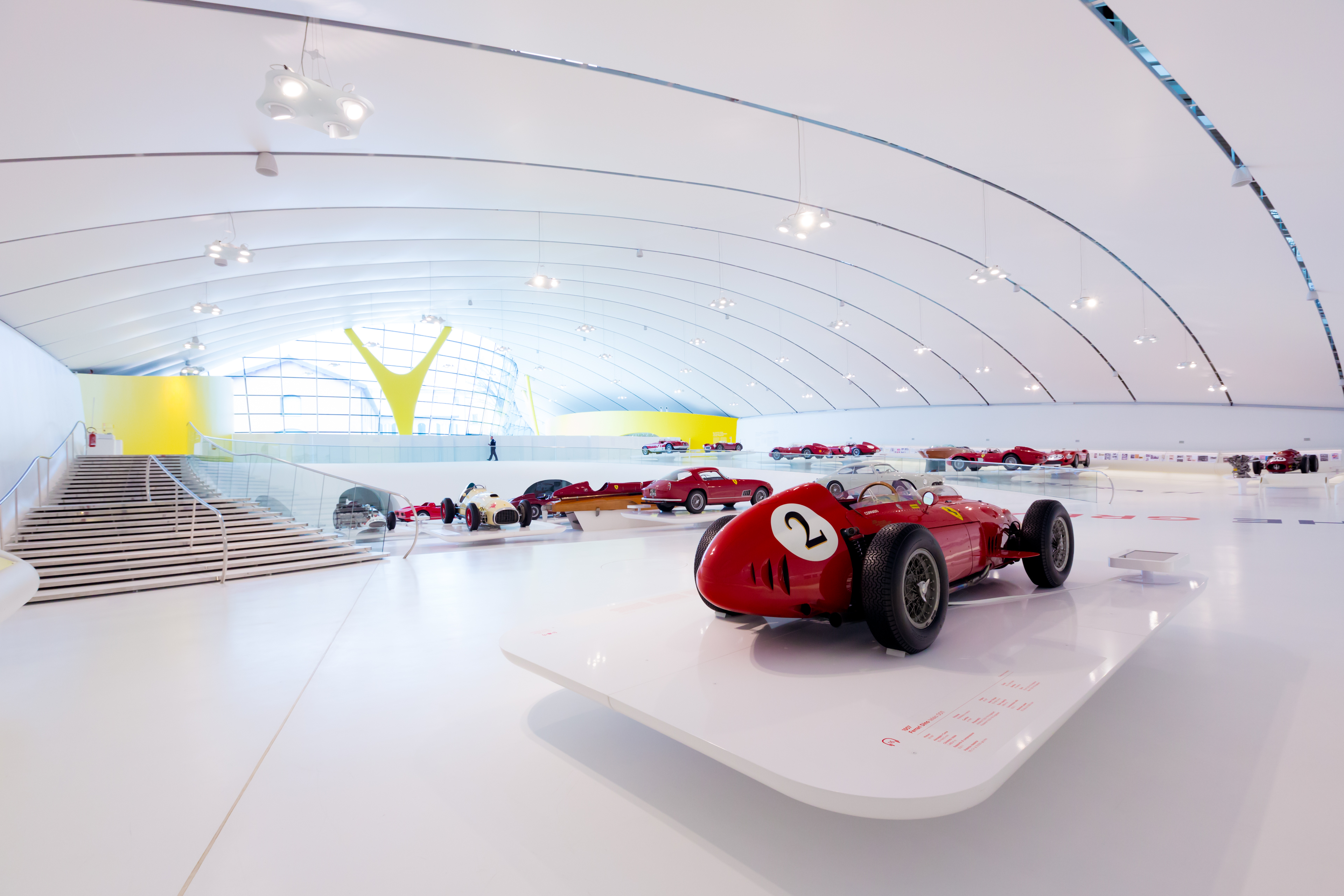
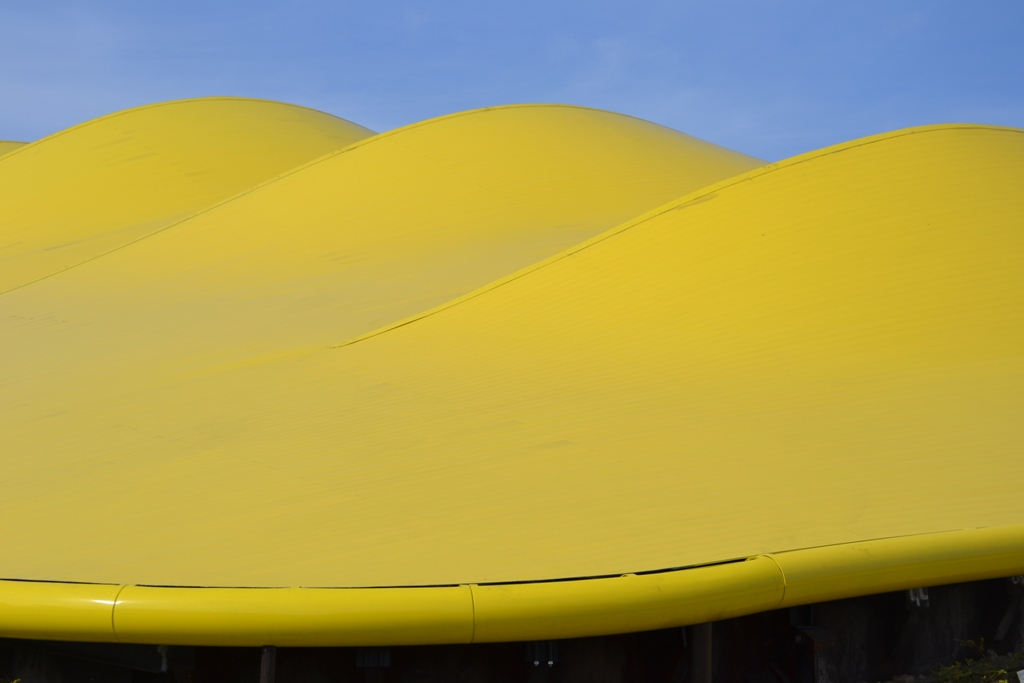